# Hymn Związku Socjalistycznych Republik Radzieckich

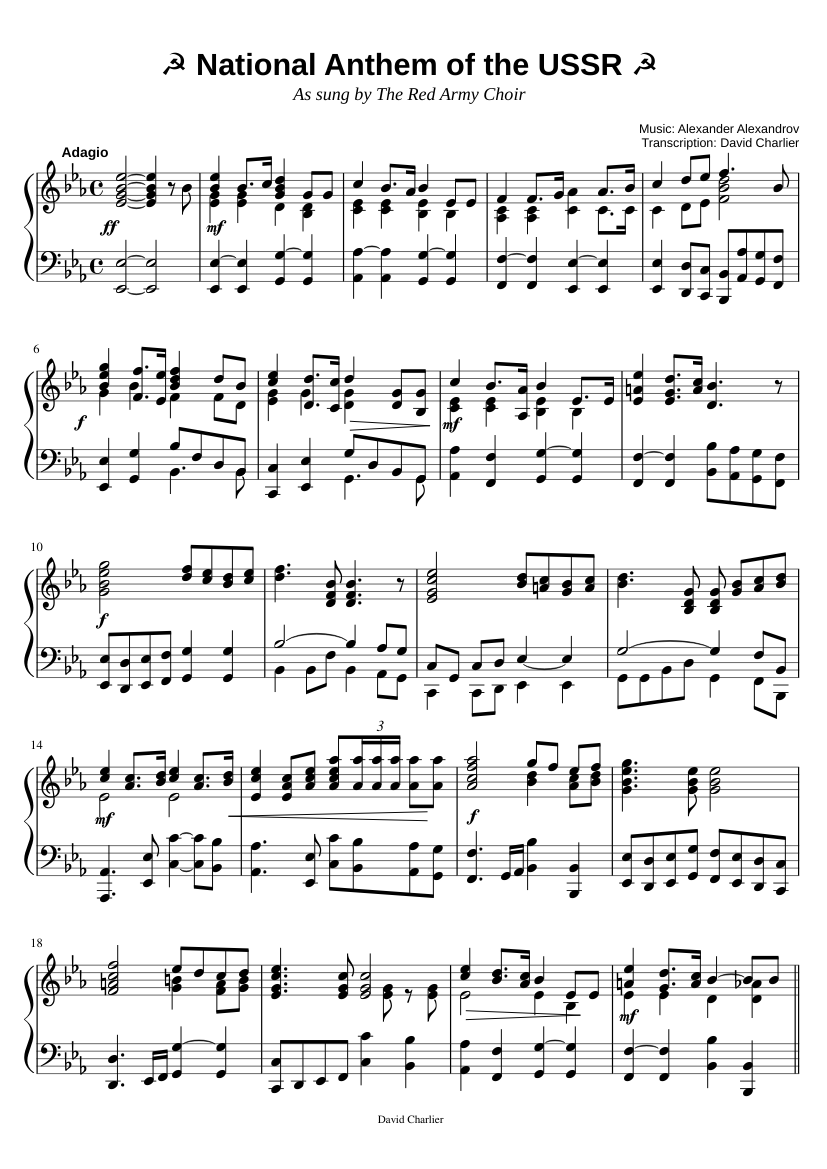
Hymn ZSRR - Nuty

Hymn państwowy Związku Socjalistycznych Republik Radzieckich (ros. Государственный гимн СССР; pobocznie też jako ros. Гимн Советского Союза, tłum. Hymn Związku Radzieckiego) – hymn państwowy Związku Radzieckiego przyjęty w 1944 roku i używany od 1944 do 1991 roku. Słowa hymnu napisali Siergiej Michałkow i Gabriel El-Registan, a muzykę skomponował Aleksandr Aleksandrow. Prawykonanie hymnu dnia 1 stycznia 1944 roku oznaczało ustanowienie hymnem Związku Radzieckiego (do którego doszło formalnie 15 marca). Tekst hymnu był jednokrotnie zmieniany; nastąpiło to w 1977 roku. W latach 1956–1977 był wykonywany bez tekstu, w 1977 roku Siergiej Michałkow dokonał zmiany tekstu. Od 30 grudnia 2000 roku po ponownej zmianie tekstu dokonanej przez Siergieja Michałkowa jest hymnem Rosji.

## Historia powstania

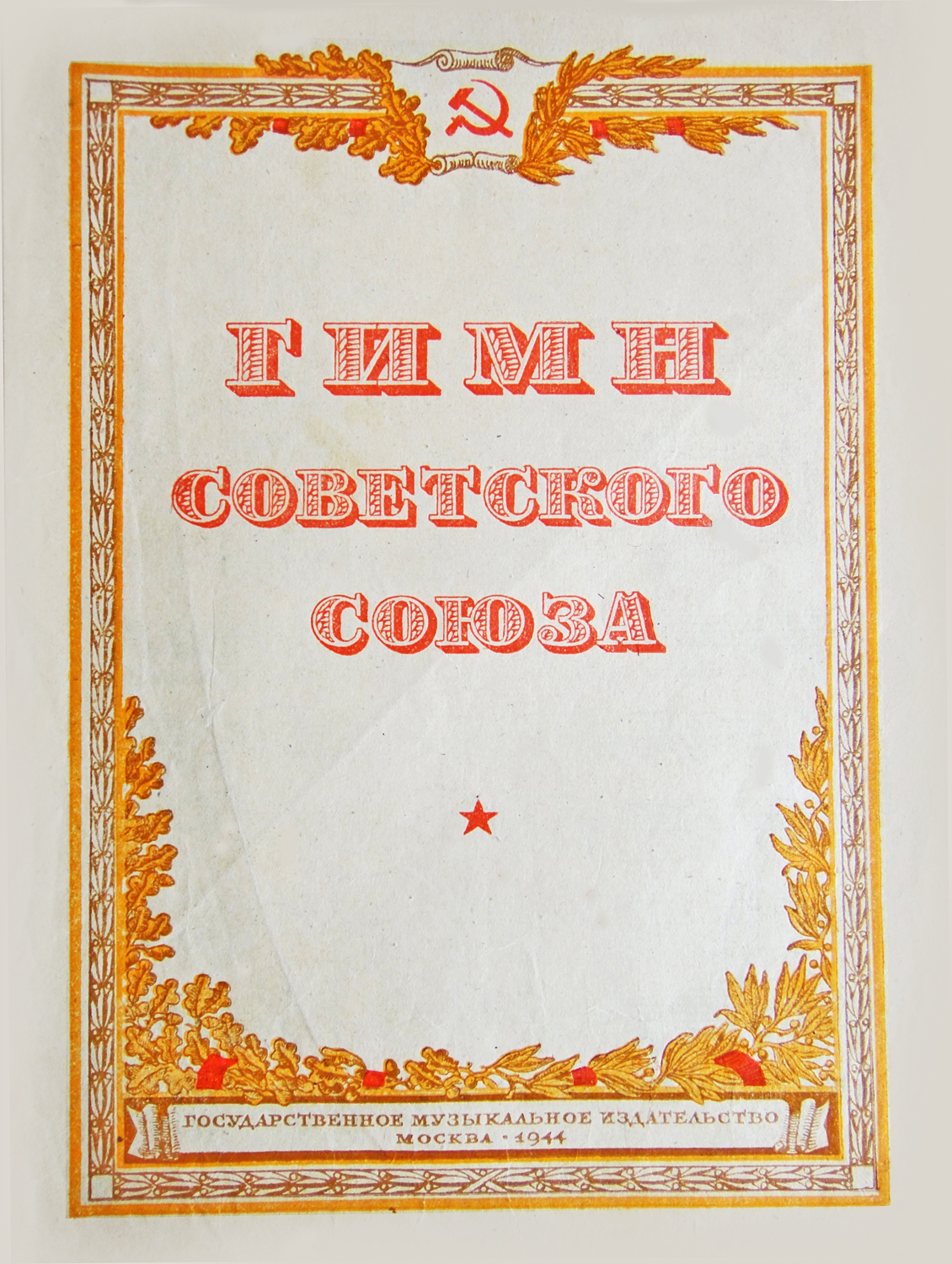
Hymn Związku Radzieckiego. Okładka pierwszego wydania, oddanego do druku 2 stycznia 1944

Muzykę skomponował Aleksandr Aleksandrow (twórca i długoletni szef znanego Chóru Armii Czerwonej), który wykorzystał swoją wcześniejszą kompozycję do Hymnu Partii Bolszewików, ale z niewielkimi zmianami. Słowa napisali Siergiej Michałkow i Gabriel El-Registan. Hymn posiadał wersje w językach wszystkich republik wchodzących w skład ówczesnego Związku Radzieckiego.
Wcześniej hymnem Związku Radzieckiego było rosyjskie tłumaczenie hymnu światowego ruchu socjalistycznego i komunistycznego – Międzynarodówka. 
Publiczna prezentacja propozycji nowego hymnu miała miejsce 1 stycznia 1944 r. Ponad dwa miesiące później, 15 marca 1944 r., utwór formalnie został zatwierdzony jako hymn Związku Radzieckiego. Pierwszą zagraniczną stacją, która go nadała była brytyjska BBC.
Po śmierci Stalina (1953 r.) hymn w latach 1955–1977 wykonywano zasadniczo tylko w wersji instrumentalnej, ze względu na wzmianki w jego tekście o Stalinie. W 1977 r. Siergiej W. Michałkow napisał na polecenie ówczesnego Sekretarza Generalnego KC KPZR Leonida Breżniewa nowy tekst, który już nie zawierał wzmianek o Stalinie. Usunięty został m.in. wers „Wychował nas Stalin w wierności ludowi”, który zamieniono na odnoszący się do Włodzimierza Lenina: „Do dzieła wielkiego porywał narody”. Zwrotkę o zwycięstwach Armii Czerwonej zastąpiono słowami o „nieśmiertelnych ideach komunizmu”. Niewielkich zmian dokonano także w refrenie.
Po rozwiązaniu Związku Radzieckiego Federacja Rosyjska przestała używać tego hymnu, zastąpiwszy go Pieśnią Patriotyczną Michaiła I. Glinki. W roku 2000, z inicjatywy ówczesnego prezydenta Federacji Rosyjskiej – Władimira Putina, do melodii hymnu dawnego ZSRR Siergiej Michałkow napisał nowe słowa i całość została zatwierdzona jako nowy Hymn Państwowy Federacji Rosyjskiej.

## Pierwsza wersja hymnu z 1943 roku
Transkrypcja polska jest zgodna z ogólnie przyjętymi zasadami .
| Гимн Советского Союза Союз нерушимый республик свободных Сплотила навеки Великая Русь. Да здравствует созданный волей народов Единый, могучий Советский Союз! Славься, Отечество наше свободное, Дружбы народов надёжный оплот! Знамя советское, знамя народное Пусть от победы к победе ведёт! Сквозь грозы сияло нам солнце свободы, И Ленин великий нам путь озарил: Нас вырастил Сталин – на верность народу, На труд и на подвиги нас вдохновил! Славься, Отечество наше свободное, Счастья народов надёжный оплот! Знамя советское, знамя народное Пусть от победы к победе ведёт! Мы армию нашу растили в сраженьях. Захватчиков подлых с дороги сметём! Мы в битвах решаем судьбу поколений, Мы к славе Отчизну свою поведём! Славься, Отечество наше свободное, Славы народов надёжный оплот! Знамя советское, знамя народное Пусть от победы к победе ведёт! | Gimn Sowietskogo Sojuza Sojuz nieruszymyj riespublik swobodnych, Spłotiła nawieki Wielikaja Ruś, Da zdrawstwujet sozdannyj wolej narodow, Jedinyj, moguczij Sowietskij Sojuz! Sław´sia, Otieczestwo nasze swobodnoje, Drużby narodow nadiożnyj opłot! Znamia sowietskoje, znamia narodnoje Pust´ ot pobiedy k pobiedie wiediot! Skwoź grozy sijało nam sołnce swobody, I Lenin wielikij nam put´ ozarił: Nas wyrastił Stalin – na wiernost´ narodu, Na trud i na podwigi nas wdochnowił! Sław´sia, Otieczestwo nasze swobodnoje, Sczastja narodow nadiożnyj opłot! Znamia sowietskoje, znamia narodnoje Pust´ ot pobiedy k pobiedie wiediot! My armiju naszu rastili w srażenjach. Zachwatczikow podłych s dorogi smietiom! My w bitwach rieszajem sud´bu pokolenij, My k sławie Otcziznu swoju powiediom! Sław´sia, Otieczestwo nasze swobodnoje, Sławy narodow nadiożnyj opłot! Znamia sowietskoje, znamia narodnoje Pust´ ot pobiedy k pobiedie wiediot! | Hymn ZSRR Niezłomny jest związek republik swobodnych, Ruś Wielka na setki złączyła je lat. Niech żyje potężny jednością narodów, z ich woli zrodzony nasz kraj, Związek Rad! Chwała ci, Ojczyzno, tyś ziemia swobody, ludów przyjaźni ostoja i straż! Sztandar radziecki, sztandar ludowy, drogą zwycięstwa niech kraj wiedzie nasz! Skroś burze świeciło nam słońce swobody, nas wiódł wielki Lenin, wskazywał nam cel, wychował nas Stalin w wierności ludowi, do wielkich zapalił nas trudów i dzieł. Chwała ci, Ojczyzno, tyś ziemia swobody, szczęścia narodów ostoja i straż! Sztandar radziecki, sztandar ludowy, drogą zwycięstwa niech kraj wiedzie nasz! Okrzepła nam armia w bitewnym mozole. Najeźdźców zmieciemy, zetrzemy ich ślad! My w bitwach stanowim o losach pokoleń, my sławą okryjem ojczysty kraj Rad! Chwała ci, Ojczyzno, tyś ziemia swobody, sławy narodów ostoja i straż! Sztandar radziecki, sztandar ludowy, drogą zwycięstwa niech kraj wiedzie nasz! |

## Wersja z 1977 roku
| Гимн Советского Союза Союз нерушимый республик свободных Сплотила навеки Великая Русь. Да здравствует созданный волей народов Единый, могучий Советский Союз! Славься, Отечество наше свободное, Дружбы народов надёжный оплот! Партия Ленина – сила народная Нас к торжеству коммунизма ведёт! Сквозь грозы сияло нам солнце свободы, И Ленин великий нам путь озарил: На правое дело он поднял народы, На труд и на подвиги нас вдохновил! Славься, Отечество... В победе бессмертных идей коммунизма Мы видим грядущее нашей страны, И Красному знамени славной Отчизны Мы будем всегда беззаветно верны! Славься, Отечество... | Gimn Sowietskogo Sojuza Sojuz nieruszymyj riespublik swobodnych Spłotiła nawieki wielikaja Ruś, Da zdrawstwujet sozdannyj wolej narodow, Jedinyj, moguczij Sowietskij Sojuz! Sław´sia, Otieczestwo nasze swobodnoje, Drużby narodow nadiożnyj opłot! Partija Lenina – siła narodnaja Nas k torżestwu kommunizma wiediot! Skwoź grozy sijało nam sołnce swobody, I Lenin wielikij nam put´ ozarił: Na prawoje dieło on podniał narody, Na trud i na podwigi nas wdochnowił! Slaw´sia, Otieczestwo... W pobiedie biessmiertnych idiej kommunizma My widim griaduszczeje naszej strany, I Krasnomu znamieni sławnoj Otczizny My budiem wsiegda biezzawietno wierny! Slaw´sia, Otieczestwo... |

### Polskie tłumaczenia
| Hymn Związku Radzieckiego Niezłomny jest związek republik swobodnych, Ruś Wielka na setki złączyła je lat. Niech żyje potężny jednością ludów, Z ich woli stworzony nasz kraj – Związek Rad! Chwała ci, Ojczyzno, tyś ziemia swobody, Ludów przyjaźni ostoja i straż! Partia Lenina, siła ludowa Ku triumfowi komunizmu niech wiedzie nas! Skroś burze świeciło nam słońce swobody, Nas wiódł wielki Lenin, wskazywał nam cel, Ku wielkim czynom zapalał ludy, Do wielkich zapalał nas trudów i dzieł! Chwała ci, Ojczyzno… W zwycięstwie wiecznych idei komunizmu Widzimy jutrzejszy dzień świata i nasz. Czerwonych sztandarów przesławnej ojczyzny Będziemy strzec zawsze – wciąż wierna ich straż. Chwała ci, Ojczyzno… | Hymn Związku Socjalistycznych Republik Radzieckich Niezłomny nasz związek republik swobodnych, Co wielka Ruś w bojach wydała na świat. Niech żyje stworzony nam z woli ludów, Braterski, zwycięski, potężny Kraj Rad! Sława ci więc nasza Ojczyzno wolności, Ostojo przyjaźni ludów w nasz czas! Partio Lenina, siło naszych ludów, Do zwycięstwa komunizmu wiedź nas! W zamieciach jaśniało nam słońce wolności, I geniusz Lenina wciąż światłem nam był: Do dzieła wielkiego porywał ludów, W zmaganiach i w trudach dodawał nam sił! Sława ci więc… W triumfie idei wiecznej komunizmu Widzimy jutrzejszy dzień świata i nasz. Czerwonych sztandarów przesławnej Ojczyzny Będziemy strzec zawsze wciąż wierna ich straż! Sława ci więc… |